# Стамбульский зоологический музей
Стамбульский зоологический музей, точнее Зоологический музей Стамбульского университета (тур. İstanbul Üniversitesi Zooloji Müzesi) — музей естествознания, расположенный в кампусе Везнеджилер Стамбульского университета в Фатихе, Стамбул, включает коллекции животных. Он был основан в 1933 году и реорганизован в 1989 году. Музей принадлежит кафедре биологии факультета естественных наук и поддерживается ей.

## История
Музей был основан швейцарским учёным, профессором доктором Андре Навилем, который был назначен заведующим кафедрой биологии Стамбульского университета сразу после реформы университетов в 1933 году. Зоологические объекты, подаренные Германией, были размещены в малом зале, расположенном в зоологическом факультете университета.
После внезапной смерти Навиля в 1937 году отделом занялся немецкий гидролог и зоолог Курт Коссвиг. Во время своих 15-летних научных исследований фауны Анатолии он собрал образцы млекопитающих, птиц, рептилий, лягушек, рыб и различных беспозвоночных, которых он принес в музей, способствуя его обогащению.
В 1957 году были снесены верхние этажи здания, в котором располагался и музей. Коллекции музея были перенесены на территорию медресе Куюджу Мурад-паши, где хранились долгие годы.  В 1973 году, с завершением строительства нового здания, экспонаты музея были перемещены на новое место.
Музейные предметы были очищены и отремонтированы после длительного периода небрежности Динчером Гюленом и его командой в период с 1987 по 1989 год. Наконец, музей вновь открылся в 1989 году в том виде, в каком он есть сегодня.

## Экспонаты
Музей площадью 120 м² (1300 кв. футов) состоит из двух секций для выставок и коллекций. Раздел выставки открыт для публики, а раздел коллекций предназначен только для научных целей.
В разделе коллекций представлены около 1500 насекомых, 35 рыб, 45 амфибий, 32 рептилии, 143 птицы (большинство из них происходят из дворца Йылдыз), 170 млекопитающих и 193 вида беспозвоночных. Среди них наиболее важными экспонатами являются редкие экземпляры Hatteria punctatus (Sphenodon punctatus), рептилии, эндемичной для Новой Зеландии, и вымершего Panthera pardus tulliana (анатолийского леопарда).
В музее представлены также образцы экзотической фауны с других континентов, такие как аляскинский лось (Alces alces), бурый медведь (Ursus arctos), колючий муравьед (ехидновые), кенгуру, бегемот, крокодил и скелет тапира, а также черепа слонов.
Кроме того, в музее выставлены изображения, меха и скелеты различных млекопитающих, птиц, членистоногих и других видов Турции.
Другими примерами и диковинками, хранящимися в музее, являются, например, лев, подаренный президенту Джелялю Баяру (занимавшему должность в 1950–1960 годы) во время его официального визита в Пакистан, стервятник весом 9,5 кг (21 фунт) с размахом крыльев 2,70 м (8 футов 10 дюймов), который был застрелен в Эдирнекапы, Стамбул, в 1945 году, и шестиногий ягнёнок.

## Вход
Посещение музея только по предварительной записи. Он открыт по понедельникам и средам. Посетители, около 3000 человек в год, в основном школьники и студенты.